# رفتاردرمانی شناختی بی‌خوابی
رفتاردرمانی شناختی بی‌خوابی (انگلیسی: Cognitive behavioral therapy for insomnia یا CBT-I) روشی برای درمان بی‌خوابی است که از آن به عنوان جایگزین (یا در کنار) داروهای روان‌پزشکی استفاده می‌شود. هدف رفتاردرمانی شناختی بی‌خوابی بهبود عادت‌های خواب فرد است و در آن افکار و رفتارهایی که توان شخص برای به خواب رفتن یا خواب خوب را به چالش می‌کشند شناسایی می‌شوند و تغییر می‌یابند.
نخستین گام رفتاردرمانی شناختی بی‌خوابی شناسایی علت اصلی بی‌خوابی است که ممکن است با نوشتن دفترچهٔ خواب برای چند هفته انجام شود. در این دفترچه الگوهای فکری یا رفتاری که در بی‌خوابی نقش دارند نوشته می‌شود.
پس از شناخت دلایل بی‌خوابی، روند بهبود خواب آغاز می‌شود. در رفتاردرمانی شناختی بی‌خوابی این روند شامل کنترل محرک‌ها، بهداشت خواب، محدودیت‌های خواب، آموزش ریلکسیشن، و درمان شناختی است. برخی متخصصان نیز استفاده از شیوهٔ پس‌خوراند زیستی را پیشنهاد می‌کنند.
پژوهش‌ها نشان داده‌اند که رفتاردرمانی شناختی در درمان بی‌خوابی مؤثر است. همچنین این فرایند به بهبود افسردگی و PTSD در افراد نیز کمک کرده‌است.